# 38. ceremonia wręczenia nagród Brytyjskiej Akademii Filmowej
38. ceremonia rozdania nagród Brytyjskiej Akademii Sztuk Filmowych i Telewizyjnych nagradzała produkcje z 1984 roku.
 Najwięcej statuetek (8) otrzymał film Pola śmierci.

## Nominacje
Laureaci oznaczeni są wytłuszczeniem

### Najlepszy film
- David Puttman - Pola śmierci
- Peter Yates - Garderobiany
- Chris Sievernich, Anatole Dauman - Paryż, Teksas
- Mark Shivas - Prywatne zajęcia

### Najlepszy aktor
- Haing S. Ngor − Pola śmierci
- Tom Courtenay − Garderobiany
- Albert Finney − Garderobiany
- Sam Waterston − Pola śmierci

### Najlepsza aktorka
- Maggie Smith − Prywatne zajęcia
- Shirley MacLaine − Czułe słówka
- Helen Mirren − Cal
- Meryl Streep − Silkwood

### Najlepszy aktor drugoplanowy
- Denholm Elliott − Prywatne zajęcia
- Michael Elphick − Park Gorkiego
- Ian Holm − Greystoke: Legenda Tarzana, władcy małp
- Ralph Richardson − Greystoke: Legenda Tarzana, władcy małp

### Najlepsza aktorka drugoplanowa
- Liz Smith − Prywatne zajęcia
- Eileen Atkins − Garderobiany
- Cher − Silkwood
- Tuesday Weld − Dawno temu w Ameryce

### Najlepsza reżyseria
- Wim Wenders − Paryż, Teksas
- Roland Joffé − Pola śmierci
- Sergio Leone − Dawno temu w Ameryce
- Peter Yates − Garderobiany

### Najlepszy scenariusz oryginalny
- Woody Allen − Danny Rose z Broadwayu
- Bill Forsyth − Komfort i radość
- Alan Bennett − Prywatne zajęcia
- Lawrence Kasdan i Barbara Benedek − Wielki chłód

### Najlepszy scenariusz adaptowany
- Bruce Robinson − Pola śmierci
- Ronald Harwood − Garderobiany
- Julian Mitchell − Inny kraj
- Sam Shepard − Paryż, Teksas

### Najlepsze zdjęcia
- Chris Menges − Pola śmierci
- John Alcott − Greystoke: Legenda Tarzana, władcy małp
- Tonino Delli Colli − Dawno temu w Ameryce
- Douglas Slocombe − Indiana Jones i Świątynia Zagłady

### Najlepsza scenografia/dekoracja wnętrz
- Roy Walker − Pola śmierci
- Allan Cameron − 1984
- Stuart Craig − Greystoke: Legenda Tarzana, władcy małp
- Anton Furst − Towarzystwo wilków

### Najlepsze kostiumy
- Gabriella Pescucci − Dawno temu w Ameryce
- Jenny Beavan, John Bright − Bostończycy
- Yvonne Sassinot de Nesle − Miłość Swanna
- Elizabeth Waller − Towarzystwo wilków

### Najlepszy dźwięk
- Ian Fuller, Clive Winter, Bill Rowe − Pola śmierci
- Carlos Faruolo, Alfonso Marcos, Antonio Illán − Carmen
- Ivan Sharrock, Gordon K. McCallum, Les Wiggins, Roy Baker − Greystoke: Legenda Tarzana, władcy małp
- Ben Burtt, Simon Kaye, Laurel Ladevich − Indiana Jones i Świątynia Zagłady

### Najlepszy montaż
- Jim Clark − Pola śmierci
- Michael Kahn − Indiana Jones i Świątynia Zagłady
- Gerry Hambling − Inny kraj
- John Bloom, Mark Conte − Pod ostrzałem

### Najlepsze efekty specjalne
- Dennis Muren, George Gibbs, Michael J. McAlister, Lorne Peterson − Indiana Jones i Świątynia Zagłady
- Richard Edlund − Pogromcy duchów
- Fred Cramer − Pola śmierci
- Christopher Tucker, Alan Whibley − Towarzystwo wilków

### Najlepsza piosenka
- Ray Parker Jr. − „Ghostbusters” z filmu Pogromcy duchów
- Giorgio Moroder, Philip Oakley − „Together in Electric Dreams” z filmu Elektryczne sny
- Paul McCartney − „No More Lonely Nights” z filmu Pozdrowienia dla Broad Street
- Stevie Wonder − „I Just Called to Say I Love You” z filmu Kobieta w czerwieni

### Najlepsza muzyka
- Ennio Morricone − Dawno temu w Ameryce
- Ry Cooder − Paryż, Teksas
- Paco de Lucía − Carmen
- Mike Oldfield − Pola śmierci

### Najlepszy film zagraniczny
- Emiliano Piedra, Carlos Saura - Carmen
- Margaret Ménégoz, Volker Schlöndorff - Miłość Swanna
- Alain Sarde, Bertrand Tavernier - Niedziela na wsi
- Daniel Vigne - Powrót Martina Guerre

### Najlepsza charakteryzacja
- Paul Engelen, Peter Frampton, Rick Baker, Joan Hills − Greystoke: Legenda Tarzana, władcy małp
- Alan Boyle − Garderobiany
- Tommie Manderson − Pola śmierci
- Jane Royle, Christopher Tucker − Towarzystwo wilków

### Najbardziej obiecujący debiut aktorski
- Haing S. Ngor − Pola śmierci
- Rupert Everett - Inny kraj
- John Lynch − Cal
- Tim Roth − Wykonać wyrok

## Podsumowanie
Laureaci

Nagroda / Nominacja

- 8 / 13 - Pola śmierci
- 3 / 5 - Prywatne zajęcia
- 3 / 11 - Misja
- 2 / 5 - Dawno temu w Ameryce
- 1 / 2 - Pogromcy duchów
- 1 / 3 - Carmen
- 1 / 3 - Paryż, Teksas
- 1 / 4 - Indiana Jones i Świątynia Zagłady
- 1 / 6 - Greystoke: Legenda Tarzana, władcy małp

Przegrani

- 0 / 2 - Cal
- 0 / 2 - Miłość Swanna
- 0 / 2 - Silkwood
- 0 / 3 - Inny kraj
- 0 / 4 - Towarzystwo wilków
- 0 / 7 - Garderobiany